# Melvin Burgess
Melvin Burgess (* 1954 in Sussex) ist ein britischer Jugendbuchautor.
Melvin Burgess wuchs in Sussex und Surrey auf, nach seinem Schulabschluss übersiedelte er nach Bristol, später nach London. Er beschäftigte sich fünfzehn Jahre lang mit experimentellem Schreiben, übte Gelegenheitsjobs aus und absolvierte eine Journalistenausbildung. 1990 veröffentlichte er sein erstes Jugendbuch The Cry of the Wolf und wurde sogleich für die Carnegie Medal (1991) nominiert.
Melvin Burgess schreibt Romane für junge Menschen, in denen er direkt und humorvoll heikle Themen behandelt. Seine Werke bieten dem Leser keine einfachen Antworten, sie sind Unterhaltung und Warnung zugleich. Mit dem »sozialrealistischen« Jugendroman Junk (1996) wurde er 1999 als Brit-Pop-Autor in Deutschland bekannt. Die Geschichte um drogenabhängige und heimatlose Jugendliche in Bristol wurde 1997 mit dem Guardian Children’s Fiction Award und der Carnegie Medal ausgezeichnet. Burgess beschreibt darin das Lebensgefühl von Gemma und Tar, die von zuhause davonlaufen und zu Junkies werden.
Seine offene Darstellung von Sexualität wird von der Kritik oft skeptisch beurteilt. Burgess verweist darauf, dass es nicht genügend Literatur gebe, in der die Lebensfragen älterer Jugendliche behandelt werden. In dem Jugendroman Lady. My Life as a Bitch (2001) erzählt er von der phantastischen Doppelidentität einer Siebzehnjährigen, die in einen Hund verwandelt wird und ihre so gewonnene Freiheit auslebt, aber auch ihre Lebenssituation als Mensch selbstkritisch reflektiert. Burgess sieht seinen Roman als „ein humorvolles Gleichnis über die Sexualität und das Leben – und all die wichtigen und schwierigen Aspekte des Lebens, über die sich viele Erwachsene mit ihren heranwachsenden Kindern nicht austauschen wollen“. 2003 erschien Burgess’ Jugendroman Doing it über sechs Jugendliche und deren unterschiedliche sexuelle Erfahrungen.
The Ghost behind the Wall (2000) und Billy Elliot (2001) sind Bücher für jüngere Leser. Der Autor lebt in Manchester. Sein Buch Billy Elliot wurde 2000 vom britischen Regisseur Stephen Daldry mit Billy Elliot – I Will Dance verfilmt.

## Werke
- The Cry of the Wolf (1990), dt. Die letzten Wölfe, 1993
- Burning Issy (1992)
- An Angel for May (1992)
- The Baby and Fly Pie (1993), dt. Verdammt nah dran, 2001
- The Earth Giant (1995)
- Loving April (1995)
- Junk (1996), dt. Junk, Übersetzung von Heike Brandt, Fischer, Frankfurt am Main 1999, Hamburg 2011
- Tiger, Tiger (1996)
- Kite (1997)
- Bloodtide (1999), dt. Schlachten, Übersetzung von Heike Brandt, Carlsen Hamburg 2000
- The Ghost behind the Wall (2000), dt. Das Geheimnis im Schacht, Übersetzung von Heike Brandt. Carlsen, Hamburg 2002
- The Birdman (2000)
- Lady. My Life as a Bitch (2001), dt. Hundsfrau, Übersetzung von Heike Brandt. Carlsen, Hamburg 2003
- Billy Elliot (2001), dt. Billy Elliot. I will dance, Übersetzung von Heike Brandt, Ravensburger 2001
- Robbers on the Road (2002)
- Doing it (2003), dt. Doing it, 2004
- Bloodsong (2005)
- Sarah's Face (2006), dt. „Sarahs Gesicht“. Übersetzung von Heike Brandt. Carlsen, Hamburg 2007
- Nicholas Dane (2009), dt. Nicolas Dane. Übersetzung von Heike Brandt. Carlsen, Hamburg 2011
- The Hit (2013), dt. Death, 2014
- Kill All Enemies. (2011) dt. gleicher Buchtitel, Übersetzung von Heike Brandt. Carlsen, Hamburg 2015 ISBN 3-551-58303-X[1]

## Notizen
1. ↑  von der Übersetzerin im Rahmen von "junge weltlesebühne", Berlin, zu Lesungen in Schulen und Bibliotheken angeboten, ab Klasse 9. 2019 (Memento des Originals vom 28. November 2019 im Internet Archive)  Info: Der Archivlink wurde automatisch eingesetzt und noch nicht geprüft. Bitte prüfe Original- und Archivlink gemäß Anleitung und entferne dann diesen Hinweis.

| Personendaten    | Personendaten              |
| ---------------- | -------------------------- |
| NAME             | Burgess, Melvin            |
| KURZBESCHREIBUNG | britischer Jugendbuchautor |
| GEBURTSDATUM     | 1954                       |
| GEBURTSORT       | London                     |